# 増渕瞳
増渕 瞳 (ますぶち ひとみ、1989年2月1日 - ) は、栃木県出身の女子サッカー選手。ポジションはゴールキーパー。日本女子サッカーリーグ・バニーズ京都SC所属。

## 経歴
宇都宮文星女子高等学校に入学後、同高サッカー部に入部してサッカーを始める。在学中、栃木県女子サッカー選手権大会、関東高等学校女子サッカー選手権大会、また関東女子ユース (U-18) サッカー選手権大会の出場を経験した他、2006年には国民体育大会栃木県選抜メンバーに選ばれ、関東ブロック国体に出場した。
高校卒業後埼玉県に渡り武蔵丘短期大学に進学。同級生に嘉数飛鳥、金城恵奈らがいる。在学中は関東大学女子リーグに出場した他、全日本大学女子サッカー選手権大会にも2度出場を経験した。
大学卒業後の2009年にバニーズ京都SCに入団。当初は佐々木香織、山本彩加に次ぐ第3ゴールキーパーとしての位置付けであったが、同年5月17日のリーグ戦第7節 (対戦相手: ルネサンス熊本フットボールクラブ) 戦よりベンチ入りするようになり、10月18日の第19節 (対戦相手: ジュ ブリーレ鹿児島) で公式戦に初出場した。
シーズン終了後に佐々木・山本が退団したことに伴い、翌2010年度からは背番号を1番に変更し、正ゴールキーパーとなった。途中負傷に伴う離脱もあったが、入替戦出場チーム決定戦の2試合を含む計11試合に出場した。

## 個人成績
出場記録は以下の資料に基づく
| 国内大会個人成績 | 国内大会個人成績 | 国内大会個人成績 | 国内大会個人成績          | 国内大会個人成績 | 国内大会個人成績 | 国内大会個人成績 | 国内大会個人成績 | 国内大会個人成績 | 国内大会個人成績 | 国内大会個人成績 | 国内大会個人成績 |
| 年度             | クラブ           | 背番号           | リーグ                    | リーグ戦         | リーグ戦         | リーグ杯         | リーグ杯         | オープン杯       | オープン杯       | 期間通算         | 期間通算         |
| 年度             | クラブ           | 背番号           | リーグ                    | 出場             | 得点             | 出場             | 得点             | 出場             | 得点             | 出場             | 得点             |
| 日本             | 日本             | 日本             | 日本                      | リーグ戦         | リーグ戦         | リーグ杯         | リーグ杯         | 皇后杯           | 皇后杯           | 期間通算         | 期間通算         |
| ---------------- | ---------------- | ---------------- | ------------------------- | ---------------- | ---------------- | ---------------- | ---------------- | ---------------- | ---------------- | ---------------- | ---------------- |
| 2009             | バニーズ京都SC   | 16               | 日本女子サッカーリーグ2部 | 1                | 0                |                  |                  |                  |                  |                  |                  |
| 2010             | バニーズ京都SC   | 1                | 日本女子サッカーリーグ2部 |                  |                  |                  |                  |                  |                  |                  |                  |
| 総通算           |                  |                  |                           |                  |                  |                  |                  |                  |                  |                  |                  |

## 代表・選抜歴
- 国民体育大会栃木県選抜 (2006年、2008年)、京都府選抜 (2009年)[4]。